# Garmeh
Garmeh (farsi گرمه) è il capoluogo dello shahrestān di Garmeh, circoscrizione Centrale, nella provincia del Khorasan settentrionale. Aveva, nel 2006, una popolazione di 24.368 abitanti.